# Novella (Guadalajara)
Novella es un despoblado español perteneciente al municipio de Molina de Aragón, en la provincia de Guadalajara.

## Descripción
Pertenece al término municipal guadalajareño de Molina de Aragón, en la comunidad autónoma de Castilla-La Mancha. 
A mediados del siglo XIX pertenecía al distrito municipal de Anchuela y estaba circundada por las localidades de Cubillejo del Sicio, Tordelpalo, Castilnuevo y Molina de Aragón. La localidad aparece descrita en el decimosegundo volumen del Diccionario geográfico-estadístico-histórico de España y sus posesiones de Ultramar de Pascual Madoz de la siguiente manera:

NOVELLA: l. del distrito municipal de Anchuela, en la prov. de Guadalajara (22 leg.), part. jud. de Molina (1), aud. terr. de Madrid (32): c. g. de Castilla la Nueva, dióc. de Sigüenza (12), sit. en una loma con buena ventilacion y clima sano: tiene 17 casas; escuela de instruccion primaria á cargo de un maestro, á la vez sacristan, dotado con 3 fan. de centeno; una fuente de aguas gruesas; una igl. parr. (Sta. Cecilia), aneja de la de Anchuela: térm.: confina con los de Cubillejo del Sicio, Tordelpalo, Castilnuevo y Molina: el terreno es arenisco, flojo y de mediana calidad; hay un monte enteramente destruido por las talas que ha sufrido en la guerra de la Independencia y en la última civil: caminos: los locales y la ant. carretera de Madrid á Valencia: correo: se recibe y despacha en la cab. del part.: prod.: cereales, legumbres y pastos, con los que se mantiene ganado lanar, cabrio y vacuno: hay caza de conejos, perdices y liebres. pobl.: 17 vec., 69 alm.: cap. prod.: 280,000 rs.: imp.: 22,400. contr.: 1,146.
(Madoz, 1848, p. 185)

En el siglo XXI, en Novella —ya despoblada la localidad— había una finca de Manuel Pizarro.